# Заїчинці
За́їчинці — село в Україні, у Семенівській селищній громаді Кременчуцького району Полтавської області. Населення становить 632 осіб. Колишній центр Заїчинської сільської ради.

## Географія
Село Заїчинці знаходиться на лівому березі річки Хорол, вище за течією на відстані 3,5 км розташоване село Бакумівка, нижче за течією на відстані 3 км розташоване село Біляки, на протилежному березі — села Чаплинці та Білогуби. Навколо села багато іригаційних каналів. На одному з струмків біля села велика загата. Річка в цьому місці звивиста, утворює лимани, стариці та заболочені озера.

## Історія
12 червня 2020 року, відповідно до розпорядження Кабінету Міністрів України № 721-р «Про визначення адміністративних центрів та затвердження територій територіальних громад Полтавської області», село увійшло до складу Семенівської селищної міської громади.
19 липня 2020 року, в результаті адміністративно - територіальної реформи та ліквідації Семенівського району, село увійшло до складу новоутвореного Кременчуцького району.

## Економіка
- ПП «Україна».
- ТОВ «Степове».

## Об'єкти соціальної сфери
- Школа.

## Відомі люди
- Чемерис Валентин Лукич (1936, Заїчинці) — український письменник.
- Шинкаренко Василь Федорович (1946, Заїчинці) — український вчений в галузі генетичної і структурної електромеханіки і системології, доктор технічних наук, професор, автор краєзнавчого нарису «Заїчинська долина» (2011).